# Zinowij Wysokowski

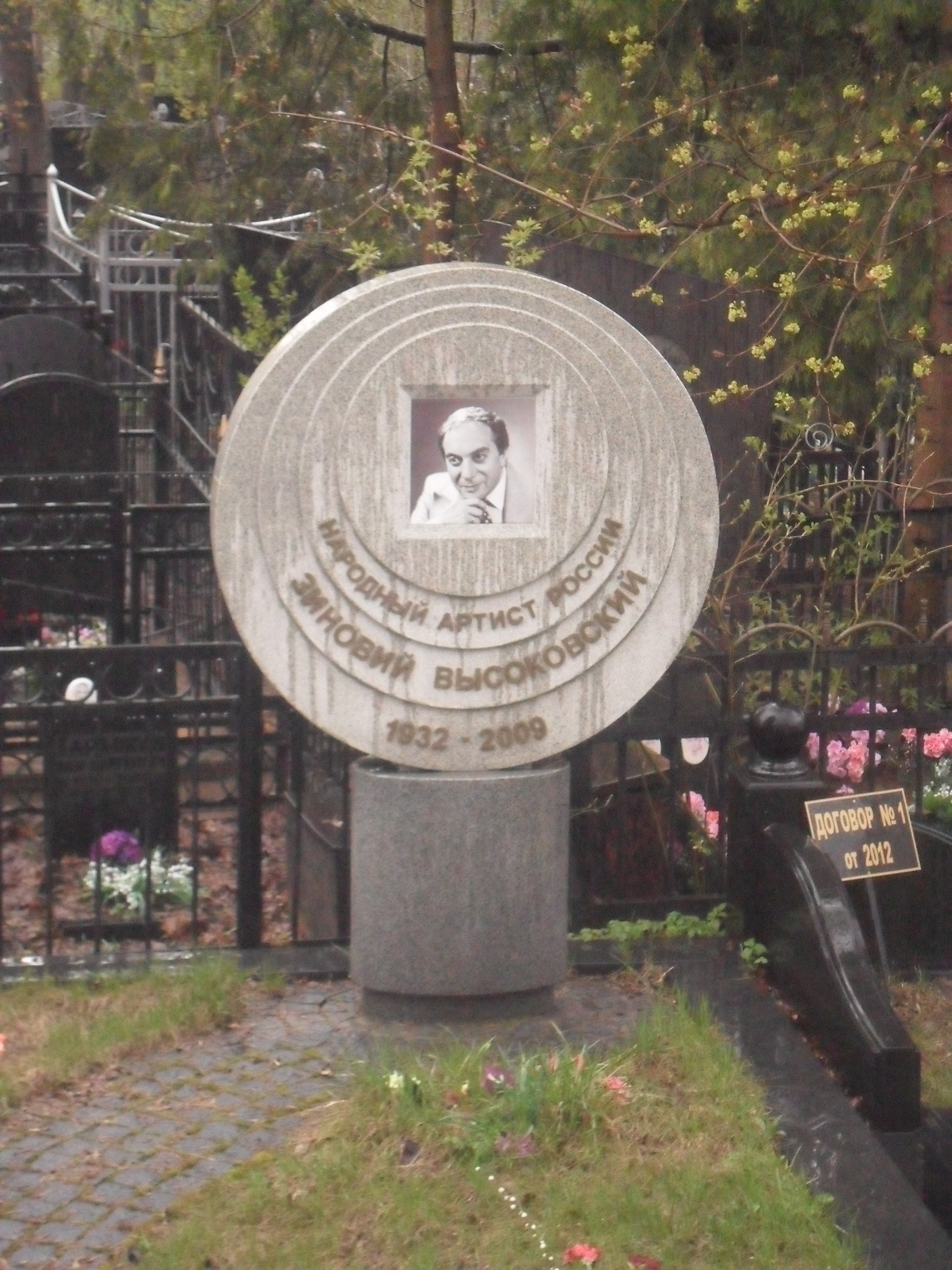
Grób Zinowija Wysokowskiego na Cmentarzu Wagańkowskim w Moskwie

Zinowij Moisiejewicz Wysokowski (ros. Зиновий Моисеевич Высоко́вский; ur. 28 listopada 1932, zm. 3 sierpnia 2009) – radziecki i rosyjski aktor filmowy i głosowy. Ludowy Artysta Federacji Rosyjskiej (2003). Pochowany na Cmentarzu Wagańkowskim w Moskwie.

## Wybrana filmografia

### Filmy animowane
- 1982: Alicja po drugiej stronie lustra

## Odznaczenia
- Odznaka „Zasłużony Działacz Kultury” (1976)
- Ludowy Artysta Federacji Rosyjskiej (2003)[3]